# ゲンリフ・リュシコフ

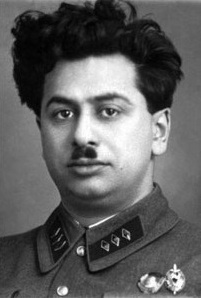
ゲンリフ・リュシコフ

ゲンリフ・サモイロヴィチ・リュシコフ（ロシア語: Ге́нрих Само́йлович Люшко́в, Genrikh Samoilovich Lyushkov, 1900年 - 1945年8月19日）は、ソビエト連邦の政治将校、NKVD・OGPU高官、対日協力者。秘密警察幹部として最高位（三等国家保安委員、中将相当）の日本亡命者であった。

## 来歴
オデッサで仕立て屋の息子として生まれた。1917年、ロシア社会民主労働党（ボリシェヴィキ党）に入党し、オデッサの赤衛隊に入隊した。1918年 - 1919年、地下活動に従事し逮捕されたが、逃亡。1920年2月、赤軍に入隊し、政治職員、旅団政治課長を務める。
1920年6月、チェーカーの仕事に移り、ティラスポリで勤務。同年11月初めにオデッサのチェーカーと国家政治局（ГПУ、ラテン文字表記GPU）に参加した。1920年にカーメニェツ・ポリスクとなり、1922年初めには国家政治局プロスクロフ管区長に就任した。1930年5月に秘密課長、1931年4月にはウクライナGPUの秘密政治課長を務める。同年8月、統合国家政治局（ОГПУ、ラテン文字表記OGPU）（後に内務人民委員部（НКВД、ラテン文字表記NKVD））の中央機構に移り、秘密政治課を含むソビエト連邦の様々な部門で活動し、1930年代に航空機メーカーユンカースに関わる産業スパイを行い、ヨシフ・スターリンのお気に入りとなった。1936年8月、内務人民委員部アゾフ・黒海地方局長となる。最後の役職は1937年7月31日に就任したNKVD極東局長であった。この時までにレーニン勲章を受章し、最高会議議員とソ連共産党中央委員になっていた。なお、亡命までの10か月間で25万人を弾圧し、その内7千人を銃殺、20万人の朝鮮人を中央アジアに追放している（高麗人、ソビエト連邦における朝鮮人の強制移住も参照）。
この時期に大粛清は頂点に達し、それは粛清を実行していた秘密警察の人間にも波及していた。リュシコフの上司にあたるNKVD長官ニコライ・エジョフは徐々にスターリンの信任と権力を失っていった。リュシコフはモスクワに召喚されたが、戻れば逮捕されるものと強く疑われた。前任のテレンティー・デリバスとフセヴォロド・バリツキーの2人は、いずれも粛清されていた。1938年6月13日、日本が考えていたより強力な管区の軍事力を示す重要な機密書類を携えて日本が占領する満州に逃走、図們江において日本人警官の神本利男に捕縛された。「三等国家保安委員」（комиссар госбезопасности 3-го ранга）として粛清に関して最もよく知る最重要亡命者であった。
亡命に先立ち娘が治療を受ける目的で妻インナと11歳の娘の出国を画策していた。妻から事前に打ち合わせておいた暗号電報を受け取ると、数日後家族は安全だと信じて亡命したが、実際は跡形もなく消え去っていた。後に知らされたところでは、妻はルビャンカ刑務所で拷問され射殺され、両親と家族全員がシベリアに送られたという。母と兄弟は死亡したが、姉妹はシベリアの収容所で生き残った。娘のその後は分かっていない。
亡命から1か月後の7月13日、東京の山王ホテルで記者会見を行った。ソ連の粛清に関する記事とインタビューを数多く行い、日本に諜報活動の助言を行った。1939年1月にソチのスターリンに対する詳細な暗殺計画を持ち掛け計画し、日本はこの暗殺行為の任務を遂行するロシア移民6人をソ連とトルコの国境から送り込もうとした。しかし、暗殺団にソ連のスパイが潜入していて、国境を越える試みは、失敗した。リュシコフは軍事顧問としても活動し、ソ連を攻撃するのに戦車が少なくとも4000台必要だと見積もり、日本にソ連の軍事力を過小評価しないよう警告した。この台数は日本には不可能な台数であった。
第二次世界大戦終結間近の1945年8月に失踪するまで満州国で日本のために働いた。失踪後のことはよく分かっていないが、諜報関係のトップで竹岡（片岡豊?）という防諜部門の将校の手で大連で殺されたといわれている。ソ連軍が大連を占領することが予想され、日本はリュシコフの扱いを議論した。竹岡は絶望的な状況という観点から自殺を促したが、リュシコフが拒んだことでソ連への投降を阻止しようと竹岡が射殺し密かに火葬するよう命じた。
なお、『田中清玄自伝』によれば、リュシコフは国際協力局 (Отдел международных связей)のボスだったとされる。国際協力局はプロフィンテルンの連絡役であり、以前は上海にあるプロフィンテルンのアジア太平洋支部である太平洋労働組合書記局書記のイレール・ヌーランが担当していたが、ヌーランが逮捕され壊滅した。その後、太平洋労働組合書記局はウラジオストクで活動していたが、満ソ国境不確定地帯は日ソ双方のウラジオストク・朝鮮間のスパイルートとして確立されていた。リュシコフは、ソ連極東東部戦線のヴァシーリー・ブリュヘルの監視役として派遣されていた。リュシコフ亡命後、ブリュヘルは張鼓峰事件を起こしている。

## 関連文献
- 上杉一紀『ソ連秘密警察リュシコフ大将の日本亡命』彩図社、2024年6月27日。ISBN 978-4801307278。